# 第70屆威尼斯國際電影節
第70屆威尼斯影展於2013年8月28日至9月7日在義大利威尼斯舉辦，美國導演威廉·弗萊德金已確定獲終身成就獎，而義大利導演貝納多·貝托魯奇任評審團主席，他在1983年第40屆威尼斯影展亦曾擔任此職。開幕片為墨西哥導演艾方索·柯朗的新作《地心引力》。
蔡明亮导演的《郊遊》是唯一一部进入主竞赛单元的华语片，他以前导演的《爱情万岁》、《不散》和《黑眼圈》曾入围过威尼斯主竞赛单元，并凭借《爱情万岁》夺得金狮奖。
意大利纪录片《罗马环城高速》获得金狮奖，这是金獅獎历史上首次颁给一部纪录片；希腊导演亚历桑德罗·阿万纳斯凭借《暴力小姐》获得最佳導演銀獅獎，蔡明亮《郊游》获評審團大獎，英国作品《菲洛梅娜》获最佳劇本獎。

## 評審團
- 貝納多·貝托魯奇：導演。（評審團主席）
- 坂本龍一：作曲家。
- 薇吉妮·亞拉朵嫣（法语：Virginie Ledoyen）：演員。
- 帕布羅·拉瑞恩：導演。
- 馬蒂娜·蓋德克：演員。
- ／ 黑那托·貝赫塔（法语：Renato Berta）：攝影师。
- 安德莉亞·阿諾德：導演。
- 姜文：导演、演員。
- 嘉莉·費雪：演員、作家。

## 官方單元

### 正式競賽
以下電影被選定為競賽片，可角逐最高榮譽金獅獎：
| 片名                   | 原文片名                                                 | 導演                | 製作國               |
| ---------------------- | -------------------------------------------------------- | ------------------- | -------------------- |
| 《我是阿拉伯人》       | אנה ערביה                                                | 阿莫斯·吉泰         | 以色列、 法國        |
| 《神之子》             | Child of God                                             | 詹姆斯·法蘭科       | 美国                 |
| 《警官之妻》           | Die Frau des Polizisten                                  | 菲利浦·葛羅寧       | 德国                 |
| 《強悍》               | L'intrepido                                              | 吉安尼·阿梅利奥     | 義大利               |
| 《戀人啊！》           | La Jalousie                                              | 菲利普·卡黑         | 法國                 |
| 《郊遊》               | 《郊遊》                                                 | 蔡明亮              | 臺灣、 法國          |
| 《絕地重生》           | Joe                                                      | 大衛·戈登·格林      | 美国                 |
| 《風起》               | 風立ちぬ                                                 | 宮崎駿              | 日本                 |
| 《暴力小姐》           | Miss Violence                                            | 亚历桑德罗·阿万纳斯 | 希腊                 |
| 《夜幕行動》           | Night Moves                                              | 凱莉·萊卡特         | 美国                 |
| 《關鍵目擊》           | Parkland                                                 | 彼得·蘭德斯曼       | 美国                 |
| 《遲來的母親》         | Philomena                                                | 史蒂芬·佛瑞爾斯     | 英国                 |
| 《一條大路通羅馬》     | Sacro GRA                                                | 詹弗兰科·罗西       | 義大利               |
| 《天台五重奏》         | لسطوح                                                    | 瑪札克·阿洛維許     | 阿尔及利亚、 法國    |
| 《湯姆在農莊》         | Tom à la ferme                                           | 札維耶·多藍         | 加拿大、 法國        |
| 《駱駝女孩的沙漠之旅》 | Tracks                                                   | 約翰·卡蘭           | 英国、               |
| 《肌膚之侵》           | Under the Skin                                           | 乔纳森·格雷泽       | 英国、 美国、 瑞士   |
| 《非真實告白》         | The Unknown Known: the Life and Times of Donald Rumsfeld | 埃洛·莫里斯         | 美国                 |
| 《巴勒莫狂花》         | Via Castellana Bandiera                                  | 艾瑪·丹堤           | 義大利、 瑞士、 法國 |
| 《明日定律》           | The Zero Theorem                                         | 泰瑞·吉連           | 英国、 美国          |

### 非競賽片
以下電影被選定為非競賽片放映：
| 中文片名                                | 原文片名                                    | 導演                                | 製作國                        |
| --------------------------------------- | ------------------------------------------- | ----------------------------------- | ----------------------------- |
| 《地心引力》（開幕片）                  | Gravity                                     | 艾方索·柯朗                         | 美国、 英国                   |
| 《阿姆斯壯謊言》                        | The Armstrong Lie                           | 艾力士·吉伯尼                       | 美国                          |
| 《在柏克萊》                            | At Berkeley                                 | 佛雷德里克·懷斯曼                   | 美国                          |
| 《大峽谷》                              | The Canyons                                 | 保羅·許瑞德                         | 美国                          |
| 《屏住呼吸》                            | Con il fiato sospeso                        | 克絲丹薩·奎阿特里格羅               | 義大利                        |
| 《米奇歡笑多－我的米妮》（第1季第12集） | Disney Mickey Mouse - O' Sole Minnie        | 保羅·魯迪沙 亞倫·斯普林格 克雷·莫羅 | 美国                          |
| 《另一個故鄉》                          | Die andere Heimat — Chronik einer Sehnsucht | 艾德·葛萊茲                         | 德国                          |
| 《叫費德里柯多麼奇怪》                  | Che strano chiamarsi Federico               | 埃托爾·斯科拉                       | 義大利                        |
| 《失控》                                | Locke                                       | 史蒂芬·奈特                         | 英国                          |
| 《莫比烏斯》                            | 뫼비우스                                    | 金基德                              |                               |
| 《松嶺》                                | Pine Ridge                                  | 安娜·伊伯恩                         | 丹麦                          |
| 《愛的承諾》                            | Une promesse                                | 巴提斯·勒貢特                       | 法國                          |
| 《贖罪》                                | Redemption                                  | 米格爾·戈麥斯                       | 葡萄牙、 法國、 德国、 義大利 |
| 《宇宙海賊哈洛克》                      | 宇宙海賊キャプテンハーロック                | 荒牧伸志                            | 日本                          |
| 《1982年，法蘭克的夏天》                | Summer 82 When Zappa Came to Sicily         | 薩爾沃·庫恰                         | 義大利、 美国                 |
| 《瘋愛》                                | 《瘋愛》                                    | 王兵                                | 中國香港、 法國、 日本        |
| 《烏克蘭不是妓院》                      | Ukraina ne Bordel                           | 凱蒂·葛林                           |                               |
| 《大和殺無赦》                          | 許されざる者                                | 李相日                              | 日本                          |
| 《柏林格的聲音》                        | La voce di Berlinguer                       | 馬里歐·塞斯蒂 毛羅·提爾多           | 義大利                        |
| 《瓦文薩：希望之人》                    | Wałęsa. Człowiek z nadziei                  | 安德烈·華依達                       | 波蘭                          |
| 《狼溪2》                               | Wolf Creek 2                                | 葛雷格·麥克林                       |                               |
| 《亞馬遜萌猴奇遇記》（閉幕片）          | Amazonia                                    | 蒂耶里·拉戈伯特                     | 法國、 巴西                   |

## 得獎名單

### 正式競賽單元
- 金獅獎：《一條大路通羅馬》 - 詹弗兰科·罗西
- 評審團大獎：《郊遊》 - 蔡明亮
- 最佳導演銀獅獎：亚历桑德罗·阿万纳斯 - 《暴力小姐》
- 最佳男演員獎：瑟米斯·帕諾（英语：Themis Panou） - 《暴力小姐》
- 最佳女演員獎：伊蓮娜·寇塔（英语：Elena Cotta） - 《巴勒莫狂花》
- 最佳劇本獎：史提夫·庫根、傑夫·波普（英语：Jeff Pope） - 《遲來的母親》
- 評審團特別獎：《警官之妻（德语：Die Frau des Polizisten）》 - 菲利浦·葛羅寧（土耳其語：Philip Gröning）
- 最佳新演員獎：泰·謝里丹 - 《絕地重生》

### 地平线单元
- 地平線獎:《东方少年》（法国）
- 最佳导演奖:乌伯托·帕索里尼《無人出席的告別式》（英国）
- 最佳短片奖:《谁》（印度）
- 特别创新奖:《鱼和猫》（伊朗）
- 评委会特别奖:《毁灭》（澳大利亚）

### 會外獎項
- 費比西國際影評人獎：《湯姆在農莊》 - 札維耶·多藍

## 外部連結
- 官方网站